# Catalunya – Brasil (25-05-2004)
La selecció catalana de futbol disputà un partit amistós contra la selecció de Brasil el 25 de maig de 2004 al Camp Nou de Barcelona, davant de 83.357 espectadors, en el Centenari de la selecció quatribarrada.

## Fitxa tècnica
| Catalunya                            | 2 - 5           | Brasil                                            |
| ------------------------------------ | --------------- | ------------------------------------------------- |
| Gerard López 75' · Sergio García 89' | Mundo Deportivo | 15' 37' Ronaldo · 52' Oliveira · 64' 91' Baptista |

| Catalunya | Brasil |

| CATALUNYA:      |  |                     |  |     |
|                 |  |                     |  |     |
| PO              |  | Víctor Valdés       |  | 46' |
| DF              |  | Curro Torres        |  |     |
| DF              |  | Quique Álvarez      |  |     |
| DF              |  | Joan Capdevila      |  | 72' |
| DF              |  | Alberto Lopo        |  | 46' |
| CC              |  | Josep Guardiola (c) |  |     |
| CC              |  | Sergio González     |  | 61' |
| CC              |  | Roger Garcia        |  | 65' |
| CC              |  | Andrés Iniesta      |  | 65' |
| DV              |  | Sergio García       |  |     |
| DV              |  | Jordi Cruyff        |  | 46' |
| Banqueta:       |  |                     |  |     |
| PO              |  | Toni Jiménez        |  | 46' |
| DF              |  | Oleguer Presas      |  | 46' |
| DF              |  | Sergi Barjuan       |  | 46' |
| CC              |  | Miguel Ángel Lozano |  | 61' |
| CC              |  | Cesc Fàbregas       |  | 65' |
| CC              |  | Jofre Mateu         |  | 65' |
| DV              |  | Gerard López        |  | 46' |
| Seleccionadors: |  |                     |  |     |
| Pitxi Alonso    |  |                     |  |     |

| BRASIL:             |  |                      |  |     |
|                     |  |                      |  |     |
| PO                  |  | Marcos               |  |     |
| DF                  |  | Belletti             |  | 46' |
| DF                  |  | Luisão               |  |     |
| DF                  |  | Cris                 |  | 46' |
| DF                  |  | Roberto Carlos (c)   |  | 60' |
| CC                  |  | Edmílson             |  | 46' |
| CC                  |  | Juninho Pernambucano |  | 46' |
| CC                  |  | Alex                 |  | 20' |
| CC                  |  | Zé Roberto           |  | 46' |
| DV                  |  | Ronaldo              |  | 68' |
| DV                  |  | Ronaldinho           |  | 46' |
| Banqueta:           |  |                      |  |     |
| DF                  |  | Fábio Luciano        |  | 46' |
| DF                  |  | Alessandro Mancini   |  | 46' |
| DF                  |  | Roque Júnior         |  | 60' |
| CC                  |  | Edú                  |  | 46' |
| CC                  |  | Kléberson            |  | 46' |
| CC                  |  | Baptista             |  | 20' |
| CC                  |  | Gilberto Silva       |  | 73' |
| DV                  |  | Oliveira             |  | 46' |
| DV                  |  | Adriano              |  | 46' |
| Seleccionador:      |  |                      |  |     |
| Luiz Felipe Scolari |  |                      |  |     |